# Agostiniani dell'Assunzione
Gli Agostiniani dell'Assunzione, o Assunzionisti (in latino Congregatio Augustinianorum ab Assumptione; in francese Religieux de l'Assomption o Assompionnistes; sigla A.A.), sono un istituto religioso maschile di diritto pontificio.
La congregazione clericale fu fondata da Emmanuel d'Alzon a partire dal 1845 e ottenne l'approvazione pontificia nel 1864.
I religiosi si dedicano all'istruzione e all'educazione cristiana della gioventù, all'apostolato della stampa, al ministero sacerdotale e parrocchiale, alle missioni e al lavoro ecumenico, a opere a carattere caritivo e sociale.

## Storia

### Fondazione

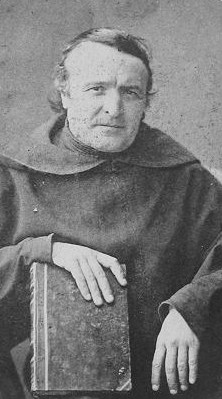
Emmanuel d'Alzon

La congregazione fu fondata da Emmanuel d'Alzon: figlio del visconte Daudé d'Alzon, apparteneva una nobile famiglia della Linguadoca e crebbe nel castello di Lavagnac. Iniziò la sua formazione a Parigi e, sotto l'influenza di Félicité de La Mennais, decise di abbracciare lo stato ecclesiastico: si preparò al sacerdozio nel seminario maggiore di Marsiglia e poi a Roma, dove fu ordinato prete nel 1834.
Si mise al servizio di Claude Petit-Benoît de Chaffoy, vescovo di Nîmes, e nel 1839 fu nominato vicario generale dal suo successore, Jean-François-Marie Cart: ricoprì l'ufficio fino al 1878.
Si dedicò a un'intensa opera di apostolato e nel 1843 acquistò a Nîmes il piccolo Collège de l'Assomption, aperto nel 1838 dal sacerdote Alexandre Vermot e ormai in decadenza: lo riorganizzò e ne assunze la direzione con l'intento di fare dei suoi allievi dei cristiani militanti al servizio della Chiesa.
Muovendo i primi passi da questa scuola, d'Alzon ideò la fondazione di una associazione che comprendesse preti consacrati e un terz'ordine di sacerdoti e laici, avente come motto la preghiera apostolica Adveniat regnum tuum e dedita all'insegnamento in tutte le sue forme "allo scopo di ristabilire l'unità del sapere in Dio", lavorando esclusivamente per la Chiesa, affinché la sua presenza nel mondo venisse assicurata da opere di istruzione, di carità e di evangelizzazione, e la sua ritrovata unità, al di là delle differenti confessioni cristiane di Oriente e Occidente.
Il 25 dicembre 1845, con l'autorizzazione del vescovo Cart, d'Alzon e i capi dell'istituto iniziarono il noviziato quinquennale. La vita religiosa cominciò il 25 dicembre 1850 quando d'Alzon, insieme con quattro dei suoi primi compagni (Henri Brun, Victor Cardenne, Hippolyte Saugrain ed Étienne Pernet), poterono emettere i primi voti; la professione perpetua fu emessa l'anno successivo, il 25 dicembre 1851, alla presenza degli insegnanti e degli alunni del collegio.
Ai tre voti comuni a tutti i religiosi (povertà, obbedienza, castità), fu aggiunto un quarto voto di apostolato: Insuper specialiter promitto me regnum Domini nostri Jesu Christi pro viribus propagaturun apud animas tam christianorum quam infidelium.

### Riconoscimento pontificio
Papa Pio IX benedisse la congregazione dei sacerdoti dell'Assunzione sin dal 21 maggio 1847. Il nome dell'istituto fu ispirato al suo luogo di nascita, il Collège de l'Assomption a Nîmes.
La congregazione ricevette il pontificio decreto di lode il 1º maggio 1857 e decreto di approvazione il 26 novembre 1864.
Il fondatore aveva redatto la prima regola dell'Assunzione sin dal 1855, ma le costituzioni dell'istituto ebbero l'approvazione da parte della Santa Sede soltanto il 30 gennaio 1923.
In base alle costituzioni, la denominazione ufficiale dell'istituto era Pia congregatio Presbyterorum sub titulo B.M.V. in coelum assumptae (dicitura comune: Agostiniani dell'Assunzione); l'istituto era diviso in province e costituiva una congregazione clericale, con membri sacerdoti e non sacerdoti, affiancata da un'associazione di membri ausiliari o amici (secolari).
D'Alzon sottolineò la componente agostiniana dello spirito assunzionista premettendo al testo delle costituzioni e del direttorio la regola di sant'Agostino. L'aggregazione all'Ordine di Sant'Agostino fu concessa con decreto del 25 marzo 1929, a conclusione di una serie di trattative iniziate dal fondatore allo scopo di unire la congregazione all'ordine agostiniano (tentativo non riuscito a causa dell'opposizione da parte della Sacra Congregazione dei vescovi e regolari sotto i pontificati di Pio IX e Leone XIII).
Il fondatore difese a lungo la sua intenzione di istituire un ordine con voti solenni, l'emissione di un quarto voto e comprendente anche un terz'ordine secolare, ma morì senza veder compiuto il suo progetto.

### Apostolato originario

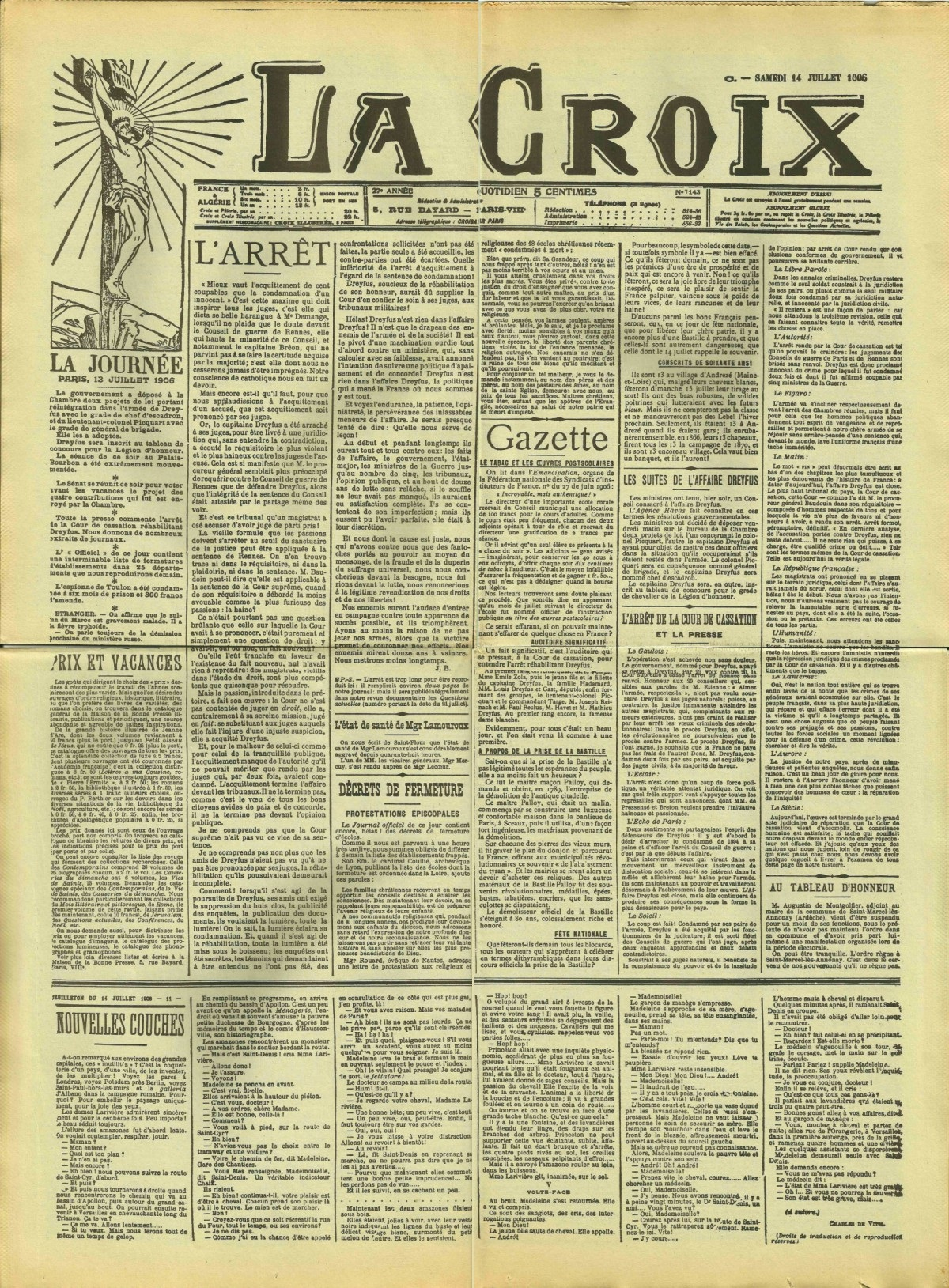
La prima pagina del quotidiano La Croix del 14 luglio 1906

Secondo gli scritti del fondatore, il fine dell'istituto (lavorare per il perfezionamento personale dei membri attraverso la propagazione del Regno di Gesù Cristo nelle anime secondo il motto Adventiat regnum tuum) doveva essere raggiunto attraverso varie opere: l'insegnamento, nell'accezione più vasta del termine, per avvicinare gli spiriti e i cuori al centro comune che Gesù Cristo ha dato alla sua Chiesa; la pubblicazione di libri che possono favorire l'insegnamento cristiano; le opere di carità con le quali predisporre i giovani all'adempimento dei loro doveri cristiani nel mondo; i ritiri; le missioni ad gentes e le attività per la distruzione dello scisma e dell'eresia.
Nel campo dell'insegnamento, d'Alzon mantenne il collegio di Nîmes e tentò una nuova fondazione a Clichy, presso Parigi; lanciò anche un organo di stampa, la  Revue de l'enseignement chrétien, allo scopo di sollecitare e applicare le leggi dello Stato francese sulla libertà di insegnamento.
D'Alzon appoggiò la fondazione, da parte di Vincent de Paul Bailly nel 1871, della Maison de la Bonne Presse, che iniziò le sue pubblicazioni con i settimanali Le Pèlerin e Vies des saints illustrées e con la rivista mensile La Croix (poi divenuto giornale quotidiano); seguì la pubblicazione del giornale per ragazzi Le Noël e del Catéchisme en images.
Sensibile alle necessità delle masse popolari, fondo o riattivò Conferenze di San Vincenzo de' Paoli per le visite e l'aiuto ai poveri; ne creò una anche nel suo collegio per educare i suoi alunni alla carità sociale. Sollecitò i suoi religiosi a dedicarsi all'azione cattolica e al cattolicesimo sociale; autorizzò la fondazione, da parte di Étienne Pernet nel 1865, delle Piccole Suore dell'Assunzione per la cura dei malati poveri; incoraggiò François Picard a fondare l'Association Notre-Dame de Salut per di fendere i diritti degli operai e prese parte attiva ai primi congressi delle Œuvre ouvrières catholiques.
Con l'Œuvre des pèlerinages, favorì il risveglio religioso seguito agli avvenimenti del 1870 e, attraverso l'Œuvre de Notre-Dame des Vocations, cercò di arginare la crisi delle vocazioni religiose e sacerdotali.
Per l'apostolato tra i cristiani separati da Roma, nel 1855 fondò l'Association Saint-François de Sales e, su invito di papa Pio IX, inviò in Bulgaria Victorin Galabert, fondatore della Missione d'Oriente; ai missionari d'Alzon affiancò la congregazione delle Oblate dell'Assunzione, fondata nel 1865. Altri cinque assunzionisti tentano l'attività missionaria in Australia.

### Primi sviluppi

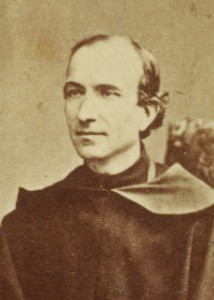
Étienne Pernet

Il fondatore mantenne la guida della congregazione fino alla morte, nel 1880.
Il primo successore di d'Alzon alla guida degli Agostiniani dell'Assunzione fu, dal 1880, François Picard. Picard potenziò lo sviluppo della congregazione con l'Œuvre de Notre-Dame des Vocations e i suoi alunnati, fonte di vocazioni fra i giovani appartenenti alle famiglie meno abbienti, e impresse nuovo impulso alle opere dell'Association Notre-Dame de Salut. Sotto il suo generalato Bailly fece della Maison de la Bonne Presse uno degli strumenti più attivi di propaganda cristiana.
Nel 1899 dodici religiosi di Parigi dovettero comparire dinanzi al tribunale, con l'accusa di appartenere a un'associazione politica di monaci rivoluzionari (Ligueurs). Il 24 gennaio 1900, in applicazione dei decreti governativi sulle congregazioni non autorizzate, fu stabilita la dissoluzione dell'istituto. Il Governo stesso sollecitò dal pontefice la proibizione, per i religiosi, di collaborare a La Croix.
Alla morte di Picard nel 1903, fu chiamato a succedergli Emmanuel Bailly, che riorganizzò la congregazione espulsa dalla Francia trapiantandola all'estero, soprattutto in Belgio, Inghilterra e nelle Americhe. Nel 1917 gli succedette prima Joseph Maubon e poi Gervais Quénard, che nel 1923 divise la congregazione in quattro province (tre francesi e una belga) e presentò alla Santa Sede le costituzioni, approvate nello stesso anno; nel 1935 Quénard visitò la missione nel Congo (missione sui iuris di Beni), affidata alla provincia belga, e nel 1946 chiese alla Santa Sede l'erezione di tre nuove province (America, Inghilterra, Olanda).

### Famiglia dell'Assunzione

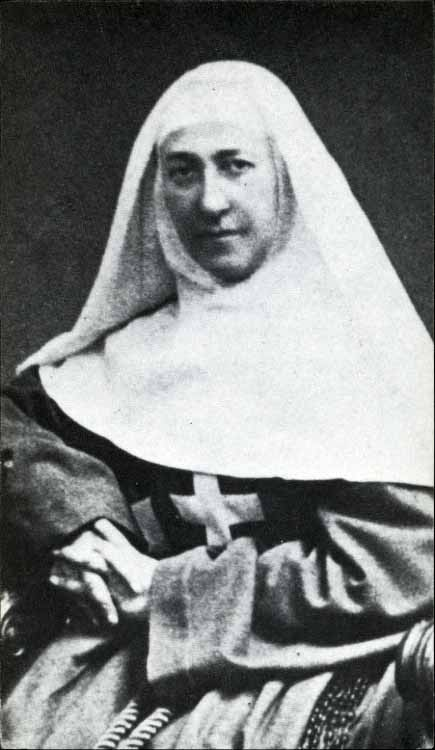
Maria Eugenia di Gesù

Nel 1841 D'Alzon divenne direttore spirituale di Anne-Eugénie Milleret de Brou (in religione, madre Maria Eugenia di Gesù) che aiutò e sostenne nel gettare le basi costituzionali delle Religiose dell'Assunzione, istituite dalla religiosa secondo il progetto del sacerdote Théodore Combalot, ma che lo ispirò con le sue idee in campo pedagogico e sociale nella fondazione degli assunzionisti.
Con gli assunzionisti collaborano anche le Oblate dell'Assunzione, fondate nel 1865 da padre d'Alzon e diffuse specialmente in terra di missione; le Piccole Suore dell'Assunzione, fondate da Étienne Pernet insieme con Maria di Gesù (Antoinette) Fage, per il servizio gratuito agli ammalati poveri a domicilio; le Oranti dell'Assunzione, adoratrici del Santissimo Sacramento, fondate dal François Picard e Isabelle de Clermont-Tonnerre, contessa d'Ursel (Isabella Maria del Getsemani); le Suore di Santa Giovanna d'Arco, fondate a Worcester da Marie-Clément Staub.

## Attività e diffusione
Gli assunzionisti hanno conservato la loro presenza nel campo dell'insegnamento cristiano sia con la creazione di scuole, sia attraverso cappellanie degli studenti.
L'Œuvre de la Bonne Presse è sopravvissuta alla dissoluzione del l'istituto decretata dal governo francese nel 1900 e ha superato la prova delle due guerre mondiali, ma ha continuamente rinnovato le sue pubblicazioni ed edizioni, conservando il quotidiano La Croix e il settimanale Le Pèlerin, ai quali si sono aggiunti La Documentation catholique, Prêtre et Apôtre e le Éditions du Centurion.
L'Œuvre des pèlerinages ha inaugurato i pellegrinaggi nazionali a Lourdes e di penitenza a Gerusalemme (dove fu eretto il centro Notre-Dame de France, poi ridenominato Notre Dame de Jerusalem, sede del congresso eucaristico internazionale del 1893), continua a organizzare pellegrinaggi a Lourdes, Gerusalemme e a Roma per conto e attraverso l'Association Notre-Dame de Salut.
Fino alla prima guerra mondiale, l'Œuvre de la Mission d'Orient era solidamente impiantata nei paesi balcanici, in Asia minore e a Gerusalemme: ciò ha consentito agli assunzionisti di erigere un Institut français d'Études Byzantines e poi un Institut d'Études Augustiniennes. Anche attraverso queste due istituzioni, i religiosi si sono messi al servizio dell'ecumenismo.
Già presente nelle Americhe, soprattutto dopo la divisione in province gli assunzionisti sono riusciti a radicarsi nelle terre di missione, specialmente in Congo (Beni) e in Madagascar (Toliara), e poi in Nuova Zelanda.
Gli assunzionisti, per la penuria sempre maggiore del clero secolare, amministrano anche numerose parrocchie.
Sono presenti in Europa (Belgio, Bulgaria, Francia, Grecia, Italia, Paesi Bassi, Regno Unito, Romania, Russia, Spagna), in Africa (Burkina Faso, Congo, Kenya, Madagascar, Tanzania, Togo, Uganda), nelle Americhe (Argentina, Brasile, Canada, Cile, Colombia, Ecuador, Messico, Stati Uniti) e in Asia (Corea del Sud, Filippine, Israele, Vietnam) e in Nuova Zelanda; la sede generalizia è in via San Pio V a Roma.
Al 31 dicembre 2015 la congregazione contava 118 case e 907 religiosi, 518 dei quali sacerdoti.